# Dumping-Syndrom
Unter dem Dumping-Syndrom versteht man eine sogenannte Sturzentleerung flüssiger und fester Nahrung vom Magen in den Dünndarm mit ihren Folgen. Der Begriff leitet sich ab vom englischen Wort „to dump“ für „plumpsen“, wodurch das Krankheitsbild anschaulich beschrieben wird.

## Ätiologie (Ursachen)
Verantwortlich für die Entstehung eines Dumping-Syndroms ist eine Störung der Reservoirfunktion des Magens, welche bedingt, dass sich der Mageninhalt zu schnell entleeren kann. In den meisten Fällen tritt das Dumping-Syndrom auf nach Operationen, bei welchen der Magenpförtner (Pylorus) entfernt wurde, wie z. B. nach einer Gastric-Bypass-Operation, einer Billroth- oder einer Whipple-Operation.

## Formen und deren Klinik

### Frühdumping
Da die Nahrung nicht lange genug oder (nach Magenresektion) nicht im Magen verbleibt, erfolgt hier keine Vorverdauung, der Speisebrei gelangt quasi unverändert in den Dünndarm. Diese hyperosmolare Masse führt zum einen zu einer unphysiologischen Dehnung der Darmwand, aber auch, durch ihre Hyperosmolarität, zu einem massiven Einstrom von Flüssigkeit in den Dünndarm. Die Folge hiervon sind vasomotorische Störungen, wie zum Beispiel ein Abfall des Blutdruckes, bis hin zum Kollaps (Hyperosmolares Syndrom).
Das Frühdumping tritt direkt nach der Nahrungsaufnahme auf.

### Spätdumping
Aufgrund der fehlenden Vorverdauung gelangen wasserlösliche Kohlenhydrate (also Zucker) in den Dünndarm, werden hier resorbiert und lassen den Blutzucker schnell stark ansteigen. Die Bauchspeicheldrüse reagiert hierauf mit einer starken Ausschüttung von Insulin. Nachdem der Zucker verdaut wurde, ist Insulin übrig, was zu einer Hypoglykämie führt, mit den dafür typischen Symptomen Schwindelgefühl, Zittern, Herzklopfen u. Ä. Die Symptome des Spätdumpings zeigen sich meist einige Stunden nach Nahrungsaufnahme.

## Diagnostik
Meist sind die Anamnese und eine Bestimmung des Blutzuckerspiegels wegweisend. In seltenen Fällen kann eine nuklearmedizinische Untersuchung (Magenentleerungsszintigraphie) weitere Hinweise liefern.

## Therapie

### Allgemeinmaßnahmen
- langsames Essen
- häufige, kleine Mahlzeiten
- wenig Trinken zum Essen
- im Falle einer perkutanen endoskopischen Gastrostomie (PEG): Ernährung über eine Nahrungspumpe über 24 h

### Medikamente
- Betablocker
- Anticholinergika
- Sedativa

### Chirurgische Optionen
Bei schweren, therapierefraktären Fällen kann eventuell eine Umwandlung von Billroth II in Billroth I helfen (nach Henley-Soupault).